# Steneofiber
Steneofiber — викопний рід бобрів з міоцену. Містить кілька видів бобрів. Серед них S.barbouri, S.complexus, S.depereti, S.fossor, S.gradatus, S.hesperus. Різні види зустрічаються на всьому шляху від східного кінця Піренейського півострова до південної Японії. S.depereti виявлено на північному заході Німеччини.
Ці малі істоти довжиною 30 см, ймовірно, жили у великих прісноводних озерах, як і сучасні бобри. На напівводний спосіб життя вказує наявність кігтів, які живі бобри використовують для водонепроникності свого хутра. Швидше за все, він був нездатний валити дерева, як його сучасні родичі. Steneofiber були більш наземними, ніж сучасні бобри, жили в норах, але скам'янілості все ще знаходять поблизу стародавніх джерел води. Знахідка можливої сімейної групи скелетів Steneofiber у Франції була використана, щоб зробити висновок, що рід використовував K-вибрану репродуктивну стратегію, як сучасні бобри, в якій інтенсивна батьківська опіка надається невеликій кількості нащадків. Steneofiber є одними з найдавніших відомих членів підродини Castorinae, до якої входять бобри, більш тісно пов'язані з двома живими видами, ніж з недавно вимерлим гігантським бобром. Ймовірно, він безпосередньо походить від найдавнішого відомого касторіна, Propalaeocastor.